# Fort Meester Cornelis
Fort Meester Cornelis war ein Fort und eine Feldschanze, errichtet durch die Vereinigte Ostindische Companie, gelegen nahe dem späteren Ort Meester Cornelis, heute bekannt als Jatinegara. Es wurde benannt nach Cornelis van Senen.

## Beschreibung
Das Gebiet, in dem das Fort später gebaut wurde, war im 17. Jahrhundert der Wohnort der Prinzen des Sultanats Bantam. Später wurde der Ort benannt nach Cornelis van Senen, der im Jahre 1656 ein Stück Land von ungefähr fünf Quadratkilometer Fläche am Ciliwung, 12 Kilometer nördlich des Kastells Batavia erwarb. Als Landeigentümer erhielt er den Namen Meester. Das Land diente vor allem dem Waldbau. Nach seinem Tod wurde es ein Militärstandort mit breiten Wegen und ländlichem Charakter.
Das Fort wurde 1734 errichtet. 1746 wurde ein Hospital für malariakranke Soldaten eingerichtet, weil das Gebiet etwas höher lag und trockener war als die Umgebung (insbesondere Batavia).
In der Zeit der Eroberung von Teilen des niederländischen Gebietes durch die Briten schrieb General Jan Willem Janssens, das Fort sei gut bewaffnet und wenn die Truppen ihre Pflicht täten, könne das Fort nicht überrannt werden. Im Notfall stünden für den Rückzug ins Binnenland vier Wege offen. Sollte sich das Fort als nicht haltbar erweisen, konnten die Kanonen befestigt werden und die Nachhut unter dem Kommando von Lutzow alle Brücken verbrennen.
Am 11. August um 4 Uhr morgens rückten 1000 Briten und 1400 Bengalen unter Gillespie an das Molenfliet und in Weltevreden ein. Anschließend rückten sie bis auf Fort Meester Cornelis vor und eroberten es.
Auf Anordnung des Gouverneur-Generals von Niederländisch-Indien vom 5. Juli 1844 Nr. 25 mussten im Fort ein Zivil- und Militärgefängnis eingerichtet werden. Der Schulze hatte die besondere Aufsicht über das Fort; das Gefängnis war bestimmt für Offiziere, die zu einer einfachen Gefängnisstrafe verurteilt waren und nach Ablauf in das Lager zurückkehren sollten, für Offiziere, die zu einer längeren Strafe verurteilt waren, aber auch wieder in das Lager zurückkehren sollten, für Offiziere, die gegen ihr Urteil Berufung eingelegt hatten, und für einfache Bürger, die zu einer einfachen Strafe verurteilt waren. Für letztere war vor der Aufnahme eine besondere Gouvernamentsermächtigung nötig.
1856 wurde im alten Fort ein Polizeibüro errichtet und daneben ein Gefängnis für Kettensträflinge.
Im März 1856 fiel ein Teil eines Kanarienbaumes auf das Gefängnis und beschädigte es schwer.

## Bilder

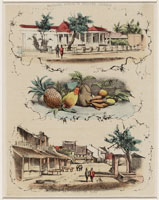
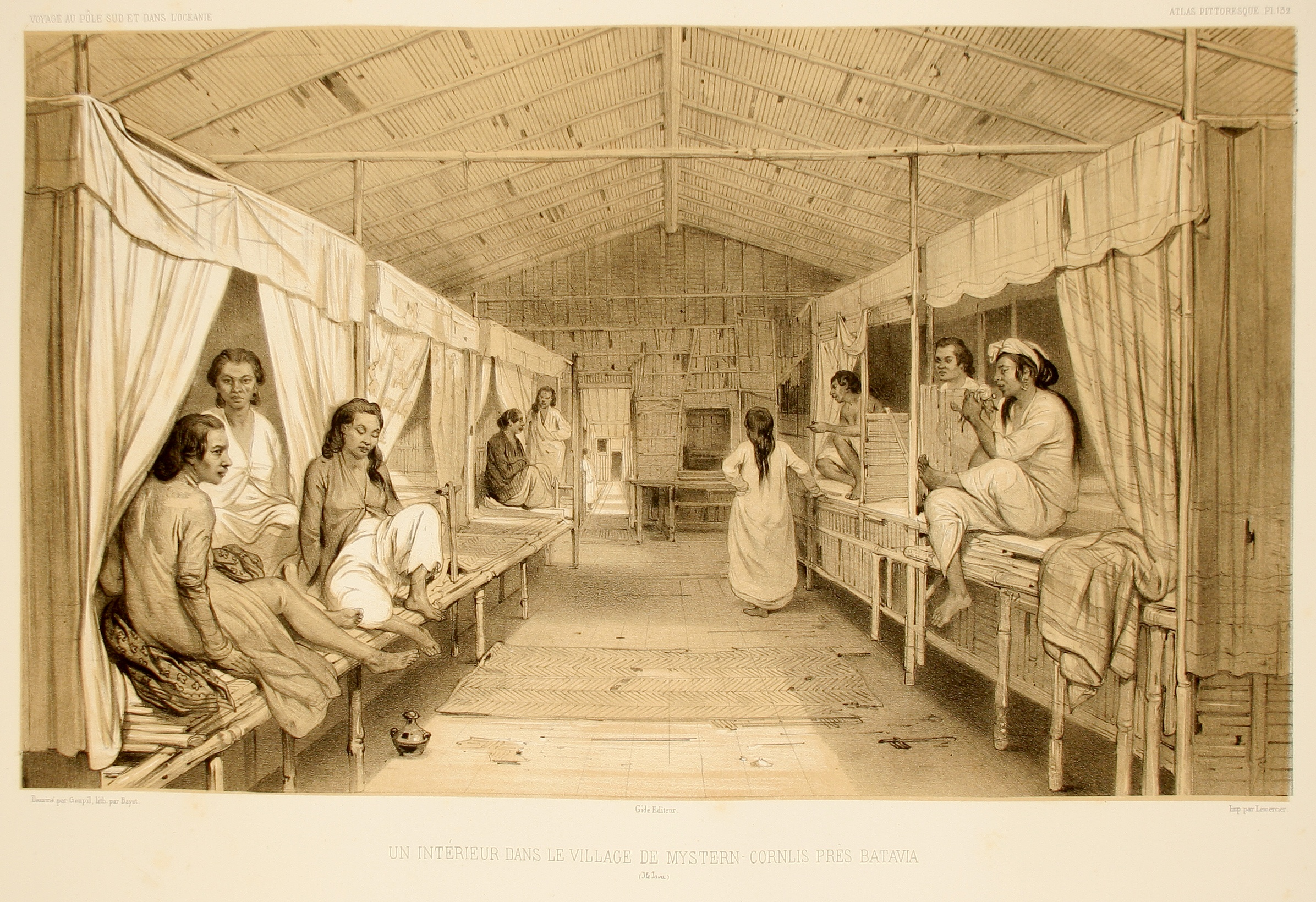